# Orsatåg
Orsatåg AB var ett järnvägsbolag som körde främst timmer längs Inlandsbanan och dess tvärbanor. Bolaget startade i slutet av 1990-talet och slutade köra 2001 då bolaget Inlandsgods tog över transporterna.